# Distretto di Ghaziabad (India)
Ghaziabad è un distretto dell'India di 3 289 540 abitanti. Capoluogo del distretto è Ghaziabad.